# Pipistrellus cadornae
Pipistrellus cadornae är en fladdermusart som beskrevs av Thomas 1916. Pipistrellus cadornae ingår i släktet Pipistrellus och familjen läderlappar. Inga underarter finns listade i Catalogue of Life. Arten tillhör undersläktet Hypsugo som ofta godkänns som släkte. Antagligen är Hypsugo macrotis artens närmaste släkting.

## Utseende
Denna fladdermus har 33 till 37 mm långa underarmar, en 32 till 34 mm lång svans och 12,5 till 14 mm stora öron. Pälsen på ovansidan bildas av hår som är rödbruna på spetsen och lite mörkare nära roten. Samma färguppdelning finns på undersidans hår men de är allmänt ljusare. Djuret skiljer sig i avvikande detaljer av tändernas och fingrarnas konstruktion från andra släktmedlemmar.

## Utbredning
Arten förekommer i norra Vietnam, Laos, Thailand och i angränsande områden av Kina. Mindre avskilda populationer hittas i norra Myanmar och i nordöstra Indien. Pipistrellus cadornae lever i låglandet och i bergstrakter upp till 1900 meter över havet. Habitatet utgörs av skogar med bambu som undervegetation och av kultiverade landskap. Som viloplats används bland annat grottor.

## Ekologi
Exemplaren bildar vid gömstället större kolonier. De jagar ofta ovanför vattendrag. Denna fladdermus har främst halvvingar och skalbaggar som byten som kompletteras med tvåvingar, kvalster, fjärilar och andra insekter. För ekolokaliseringen dokumenterades en frekvens av 37,5 kHz. Värdet föreställer troligtvis frekvensen med den högsta intensiteten. På grund av honornas tillstånd i april antas att ungarna föds i slutet av mars.

## Hot
Regionalt påverkas beståndet av skogsröjningar och störningar vid viloplatsen. Utbredningsområdet är stort. Internationella naturvårdsunionen kategoriserar arten globalt som livskraftig.